# 2012-es Formula–1 japán nagydíj
A japán nagydíj volt a 2012-es Formula–1 világbajnokság tizenötödik futama, amelyet 2012. október 5. és október 7. között rendeztek meg a japán Suzuka Circuit-ön, Szuzukában. Kobajasi Kamui hazai közönség előtt megszerezte a 3. helyet és első dobogós helyezését.

## Szabadedzések

### Első szabadedzés
A japán nagydíj első szabadedzését október 5-én, pénteken délelőtt tartották.
| helyezés | versenyző           | csapat/motor         | elért idő | különbség | futott kör |
| -------- | ------------------- | -------------------- | --------- | --------- | ---------- |
| 1        | Jenson Button       | McLaren-Mercedes     | 1:34,507  | −         | 20         |
| 2        | Lewis Hamilton      | McLaren-Mercedes     | 1:34,740  | +0,233    | 26         |
| 3        | Mark Webber         | Red Bull-Renault     | 1:34,856  | +0,349    | 24         |
| 4        | Nico Rosberg        | Mercedes             | 1:35,059  | +0,552    | 18         |
| 5        | Michael Schumacher  | Mercedes             | 1:35,122  | +0,615    | 20         |
| 6        | Kobajasi Kamui      | Sauber-Ferrari       | 1:35,199  | +0,692    | 27         |
| 7        | Felipe Massa        | Ferrari              | 1:35,283  | +0,776    | 24         |
| 8        | Paul di Resta       | Force India-Mercedes | 1:35,299  | +0,792    | 18         |
| 9        | Nico Hülkenberg     | Force India-Mercedes | 1:35,474  | +0,967    | 22         |
| 10       | Pastor Maldonado    | Williams-Renault     | 1:35,478  | +0,971    | 24         |
| 11       | Fernando Alonso     | Ferrari              | 1:35,484  | +0,977    | 26         |
| 12       | Sergio Pérez        | Sauber-Ferrari       | 1:35,584  | +1,077    | 24         |
| 13       | Kimi Räikkönen      | Lotus-Renault        | 1:35,691  | +1,184    | 22         |
| 14       | Romain Grosjean     | Lotus-Renault        | 1:35,724  | +1,217    | 21         |
| 15       | Daniel Ricciardo    | Toro Rosso-Ferrari   | 1:36,123  | +1,616    | 19         |
| 16       | Jean-Éric Vergne    | Toro Rosso-Ferrari   | 1:36,222  | +1,715    | 25         |
| 17       | Sebastian Vettel    | Red Bull-Renault     | 1:36,366  | +1,859    | 23         |
| 18       | Valtteri Bottas     | Williams-Renault     | 1:36,389  | +1,882    | 24         |
| 19       | Timo Glock          | Marussia-Cosworth    | 1:37,716  | +3,209    | 17         |
| 20       | Vitalij Petrov      | Caterham-Renault     | 1:38,295  | +3,788    | 23         |
| 21       | Charles Pic         | Marussia-Cosworth    | 1:38,616  | +4,109    | 25         |
| 22       | Narain Karthikeyan  | HRT-Cosworth         | 1:39,043  | +4,536    | 25         |
| 23       | Giedo van der Garde | Caterham-Renault     | 1:39,374  | +4,867    | 22         |
| 24       | Pedro de la Rosa    | HRT-Cosworth         | 1:39,688  | +5,181    | 19         |

### Második szabadedzés
A japán nagydíj második szabadedzését október 5-én, pénteken délután tartották.
| helyezés | versenyző          | csapat/motor         | elért idő  | különbség | futott kör |
| -------- | ------------------ | -------------------- | ---------- | --------- | ---------- |
| 1        | Mark Webber        | Red Bull-Renault     | 1:32,493   | −         | 34         |
| 2        | Lewis Hamilton     | McLaren-Mercedes     | 1:32,707   | +0,214    | 32         |
| 3        | Sebastian Vettel   | Red Bull-Renault     | 1:32,836   | +0,343    | 37         |
| 4        | Nico Hülkenberg    | Force India-Mercedes | 1:32,987   | +0,494    | 30         |
| 5        | Fernando Alonso    | Ferrari              | 1:33,093   | +0,600    | 28         |
| 6        | Romain Grosjean    | Lotus-Renault        | 1:33,107   | +0,614    | 35         |
| 7        | Jenson Button      | McLaren-Mercedes     | 1:33,349   | +0,856    | 22         |
| 8        | Bruno Senna        | Williams-Renault     | 1:33,499   | +1,006    | 35         |
| 9        | Felipe Massa       | Ferrari              | 1:33,614   | +1,121    | 32         |
| 10       | Michael Schumacher | Mercedes             | 1:33,750   | +1,257    | 13         |
| 11       | Nico Rosberg       | Mercedes             | 1:33,866   | +1,373    | 19         |
| 12       | Sergio Pérez       | Sauber-Ferrari       | 1:33,903   | +1,410    | 36         |
| 13       | Kobajasi Kamui     | Sauber-Ferrari       | 1:33,983   | +1,490    | 33         |
| 14       | Kimi Räikkönen     | Lotus-Renault        | 1:34,291   | +1,798    | 12         |
| 15       | Pastor Maldonado   | Williams-Renault     | 1:34,300   | +1,807    | 33         |
| 16       | Daniel Ricciardo   | Toro Rosso-Ferrari   | 1:34,863   | +2,370    | 32         |
| 17       | Jean-Éric Vergne   | Toro Rosso-Ferrari   | 1:35,080   | +2,587    | 34         |
| 18       | Heikki Kovalainen  | Caterham-Renault     | 1:35,711   | +3,218    | 41         |
| 19       | Vitalij Petrov     | Caterham-Renault     | 1:35,870   | +3,377    | 37         |
| 20       | Timo Glock         | Marussia-Cosworth    | 1:36,194   | +3,701    | 32         |
| 21       | Charles Pic        | Marussia-Cosworth    | 1:36,636   | +4,143    | 28         |
| 22       | Pedro de la Rosa   | HRT-Cosworth         | 1:37,342   | +4,849    | 30         |
| 23       | Narain Karthikeyan | HRT-Cosworth         | 1:37,701   | +5,208    | 35         |
| 24       | Paul di Resta      | Force India-Mercedes | idő nélkül |           | 2          |

### Harmadik szabadedzés
A japán nagydíj harmadik szabadedzését október 6-án szombaton délelőtt tartották.
| helyezés | versenyző          | csapat/motor         | elért idő | különbség | futott kör |
| -------- | ------------------ | -------------------- | --------- | --------- | ---------- |
| 1        | Sebastian Vettel   | Red Bull-Renault     | 1:32,136  | −         | 17         |
| 2        | Mark Webber        | Red Bull-Renault     | 1:32,371  | +0,235    | 20         |
| 3        | Felipe Massa       | Ferrari              | 1:32,824  | +0,688    | 13         |
| 4        | Michael Schumacher | Mercedes             | 1:32,918  | +0,782    | 23         |
| 5        | Sergio Pérez       | Sauber-Ferrari       | 1:32,920  | +0,784    | 19         |
| 6        | Kobajasi Kamui     | Sauber-Ferrari       | 1:32,924  | +0,788    | 15         |
| 7        | Romain Grosjean    | Lotus-Renault        | 1:33,008  | +0,872    | 21         |
| 8        | Jenson Button      | McLaren-Mercedes     | 1:33,025  | +0,889    | 16         |
| 9        | Paul di Resta      | Force India-Mercedes | 1:33,094  | +0,958    | 17         |
| 10       | Pastor Maldonado   | Williams-Renault     | 1:33,160  | +1,024    | 16         |
| 11       | Fernando Alonso    | Ferrari              | 1:33,184  | +1,048    | 14         |
| 12       | Kimi Räikkönen     | Lotus-Renault        | 1:33,224  | +1,088    | 15         |
| 13       | Lewis Hamilton     | McLaren-Mercedes     | 1:33,569  | +1,433    | 14         |
| 14       | Jean-Éric Vergne   | Toro Rosso-Ferrari   | 1:33,722  | +1,586    | 18         |
| 15       | Nico Rosberg       | Mercedes             | 1:33,899  | +1,763    | 23         |
| 16       | Bruno Senna        | Williams-Renault     | 1:33,984  | +1,848    | 19         |
| 17       | Daniel Ricciardo   | Toro Rosso-Ferrari   | 1:34,023  | +1,887    | 19         |
| 18       | Nico Hülkenberg    | Force India-Mercedes | 1:34,369  | +2,233    | 11         |
| 19       | Heikki Kovalainen  | Caterham-Renault     | 1:35,568  | +3,432    | 19         |
| 20       | Vitalij Petrov     | Caterham-Renault     | 1:36,355  | +4,219    | 18         |
| 21       | Timo Glock         | Marussia-Cosworth    | 1:36,389  | +4,253    | 11         |
| 22       | Charles Pic        | Marussia-Cosworth    | 1:36,517  | +4,381    | 18         |
| 23       | Narain Karthikeyan | HRT-Cosworth         | 1:36,649  | +4,513    | 12         |
| 24       | Pedro de la Rosa   | HRT-Cosworth         | 1:36,875  | +4,739    | 16         |

## Időmérő edzés
A japán nagydíj időmérő edzését október 6-án, szombaton futották.
| helyezés              | rajtszám | versenyző          | csapat/motor         | 1. rész  | 2. rész  | 3. rész    | rajthely |
| --------------------- | -------- | ------------------ | -------------------- | -------- | -------- | ---------- | -------- |
| 1                     | 1        | Sebastian Vettel   | Red Bull-Renault     | 1:32,608 | 1:31,501 | 1:30,839   | 1        |
| 2                     | 2        | Mark Webber        | Red Bull-Renault     | 1:32,951 | 1:31,950 | 1:31,090   | 2        |
| 3                     | 3        | Jenson Button      | McLaren-Mercedes     | 1:33,077 | 1:31,772 | 1:31,290   | 81       |
| 4                     | 14       | Kobajasi Kamui     | Sauber-Ferrari       | 1:32,042 | 1:31,886 | 1:31,700   | 3        |
| 5                     | 10       | Romain Grosjean    | Lotus-Renault        | 1:32,029 | 1:31,968 | 1:31,898   | 4        |
| 6                     | 15       | Sergio Pérez       | Sauber-Ferrari       | 1:32,147 | 1:32,169 | 1:32,022   | 5        |
| 7                     | 5        | Fernando Alonso    | Ferrari              | 1:32,459 | 1:31,833 | 1:32,114   | 6        |
| 8                     | 9        | Kimi Räikkönen     | Lotus-Renault        | 1:32,221 | 1:31,826 | 1:32,208   | 7        |
| 9                     | 4        | Lewis Hamilton     | McLaren-Mercedes     | 1:33,061 | 1:32,121 | 1:32,327   | 9        |
| 10                    | 12       | Nico Hülkenberg    | Force India-Mercedes | 1:32,828 | 1:32,272 | idő nélkül | 151      |
| 11                    | 6        | Felipe Massa       | Ferrari              | 1:32,946 | 1:32,293 |            | 10       |
| 12                    | 11       | Paul di Resta      | Force India-Mercedes | 1:32,898 | 1:32,327 |            | 11       |
| 13                    | 7        | Michael Schumacher | Mercedes             | 1:33,349 | 1:32,469 |            | 232      |
| 14                    | 18       | Pastor Maldonado   | Williams-Renault     | 1:32,834 | 1:32,512 |            | 12       |
| 15                    | 8        | Nico Rosberg       | Mercedes             | 1:33,015 | 1:32,625 |            | 13       |
| 16                    | 16       | Daniel Ricciardo   | Toro Rosso-Ferrari   | 1:33,059 | 1:32,954 |            | 14       |
| 17                    | 17       | Jean-Éric Vergne   | Toro Rosso-Ferrari   | 1:33,370 | 1:33,368 |            | 193      |
| 18                    | 19       | Bruno Senna        | Williams-Renault     | 1:33,405 |          |            | 16       |
| 19                    | 20       | Heikki Kovalainen  | Caterham-Renault     | 1:34,657 |          |            | 17       |
| 20                    | 24       | Timo Glock         | Marussia-Cosworth    | 1:35,213 |          |            | 18       |
| 21                    | 22       | Pedro de la Rosa   | HRT-Cosworth         | 1:35,385 |          |            | 20       |
| 22                    | 25       | Charles Pic        | Marussia-Cosworth    | 1:35,429 |          |            | 21       |
| 23                    | 21       | Vitalij Petrov     | Caterham-Renault     | 1:35,432 |          |            | 22       |
| 24                    | 23       | Narain Karthikeyan | HRT-Cosworth         | 1:36,734 |          |            | 24       |
| 107%-os idő: 1:38,471 |          |                    |                      |          |          |            |          |
| Forrás:               |          |                    |                      |          |          |            |          |

Megjegyzés:
- ↑ 1:  — Jenson Button és Nico Hülkenberg 5 helyes rajtbüntetést kaptak váltócsere miatt.[2][3]
- ↑ 2:  — Michael Schumacher 10 helyes rajtbüntetést kapott az előző verseny okozott baleset miatt.[4]
- ↑ 3:  — Jean-Éric Vergne 3 helyes rajtbüntetést kapott, mert feltartotta Bruno Sennát az időmérő első szakaszában.[5]

## Futam
A japán nagydíj futama október 7-én, vasárnap rajtolt.
| helyezés | rajtszám | versenyző          | csapat/motor         | futott kör | idő/kiesés oka | rajthely | pont |
| -------- | -------- | ------------------ | -------------------- | ---------- | -------------- | -------- | ---- |
| 1        | 1        | Sebastian Vettel   | Red Bull-Renault     | 53         | 1:28:56,242    | 1        | 25   |
| 2        | 6        | Felipe Massa       | Ferrari              | 53         | +20,639        | 10       | 18   |
| 3        | 14       | Kobajasi Kamui     | Sauber-Ferrari       | 53         | +24,538        | 3        | 15   |
| 4        | 3        | Jenson Button      | McLaren-Mercedes     | 53         | +25,098        | 8        | 12   |
| 5        | 4        | Lewis Hamilton     | McLaren-Mercedes     | 53         | +46,490        | 9        | 10   |
| 6        | 9        | Kimi Räikkönen     | Lotus-Renault        | 53         | +50,424        | 7        | 8    |
| 7        | 12       | Nico Hülkenberg    | Force India-Mercedes | 53         | +51,159        | 15       | 6    |
| 8        | 18       | Pastor Maldonado   | Williams-Renault     | 53         | +52,364        | 12       | 4    |
| 9        | 2        | Mark Webber        | Red Bull-Renault     | 53         | +54,675        | 2        | 2    |
| 10       | 16       | Daniel Ricciardo   | Toro Rosso-Ferrari   | 53         | +1:06,919      | 14       | 1    |
| 11       | 7        | Michael Schumacher | Mercedes             | 53         | +1:07,769      | 23       |      |
| 12       | 11       | Paul di Resta      | Force India-Mercedes | 53         | +1:23,400      | 11       |      |
| 13       | 17       | Jean-Éric Vergne   | Toro Rosso-Ferrari   | 53         | +1:28,600      | 19       |      |
| 14       | 19       | Bruno Senna        | Williams-Renault     | 53         | +1:28,700      | 16       |      |
| 15       | 20       | Heikki Kovalainen  | Caterham-Renault     | 52         | +1 kör         | 17       |      |
| 16       | 24       | Timo Glock         | Marussia-Cosworth    | 52         | +1 kör         | 18       |      |
| 17       | 21       | Vitalij Petrov     | Caterham-Renault     | 52         | +1 kör         | 22       |      |
| 18       | 22       | Pedro de la Rosa   | HRT-Cosworth         | 52         | +1 kör         | 20       |      |
| 19       | 10       | Romain Grosjean    | Lotus-Renault        | 51         | sebességváltó  | 4        |      |
| ki       | 25       | Charles Pic        | Marussia-Cosworth    | 37         | erőforrás      | 21       |      |
| ki       | 23       | Narain Karthikeyan | HRT-Cosworth         | 32         | vibráció       | 24       |      |
| ki       | 15       | Sergio Pérez       | Sauber-Ferrari       | 18         | kicsúszás      | 5        |      |
| ki       | 5        | Fernando Alonso    | Ferrari              | 0          | baleset        | 6        |      |
| ki       | 8        | Nico Rosberg       | Mercedes             | 0          | baleset        | 13       |      |
| Forrás:  |          |                    |                      |            |                |          |      |

## A világbajnokság élmezőnyének állása a verseny után
| H   | Versenyzők       | Pont | H   | Konstruktőrök        | Pont |
| --- | ---------------- | ---- | --- | -------------------- | ---- |
| 1.  | Fernando Alonso  | 194  | 1.  | Red Bull-Renault     | 324  |
| 2.  | Sebastian Vettel | 190  | 2.  | McLaren-Mercedes     | 283  |
| 3.  | Kimi Räikkönen   | 157  | 3.  | Ferrari              | 263  |
| 4.  | Lewis Hamilton   | 152  | 4.  | Lotus-Renault        | 239  |
| 5.  | Mark Webber      | 134  | 5.  | Mercedes             | 136  |
| 6.  | Jenson Button    | 131  | 6.  | Sauber-Ferrari       | 116  |
| 7.  | Nico Rosberg     | 93   | 7.  | Force India-Mercedes | 81   |
| 8.  | Romain Grosjean  | 82   | 8.  | Williams-Renault     | 58   |
| 9.  | Felipe Massa     | 69   | 9.  | STR-Ferrari          | 15   |
| 10. | Sergio Pérez     | 66   | 10. | Marussia-Cosworth    | 0    |

(A teljes táblázat)